# Узмате Велате
Узмате Велате (итал. Usmate Velate) је насеље у Италији у округу Монца и Бријанца, региону Ломбардија.
Према процени из 2011. у насељу је живело 9059 становника. Насеље се налази на надморској висини од 221 м.

## Становништво
Према резултатима пописа становништва 2011. у општини је живело 10.033 становника.
| 1931. | 1936. | 1951. | 1961. | 1971. | 1981. | 1991. | 2001. | 2011.  |
| ----- | ----- | ----- | ----- | ----- | ----- | ----- | ----- | ------ |
| 4.004 | 4.090 | 4.506 | 4.587 | 5.360 | 5.944 | 6.858 | 8.657 | 10.033 |